# Ferrari 250 Testa Rossa

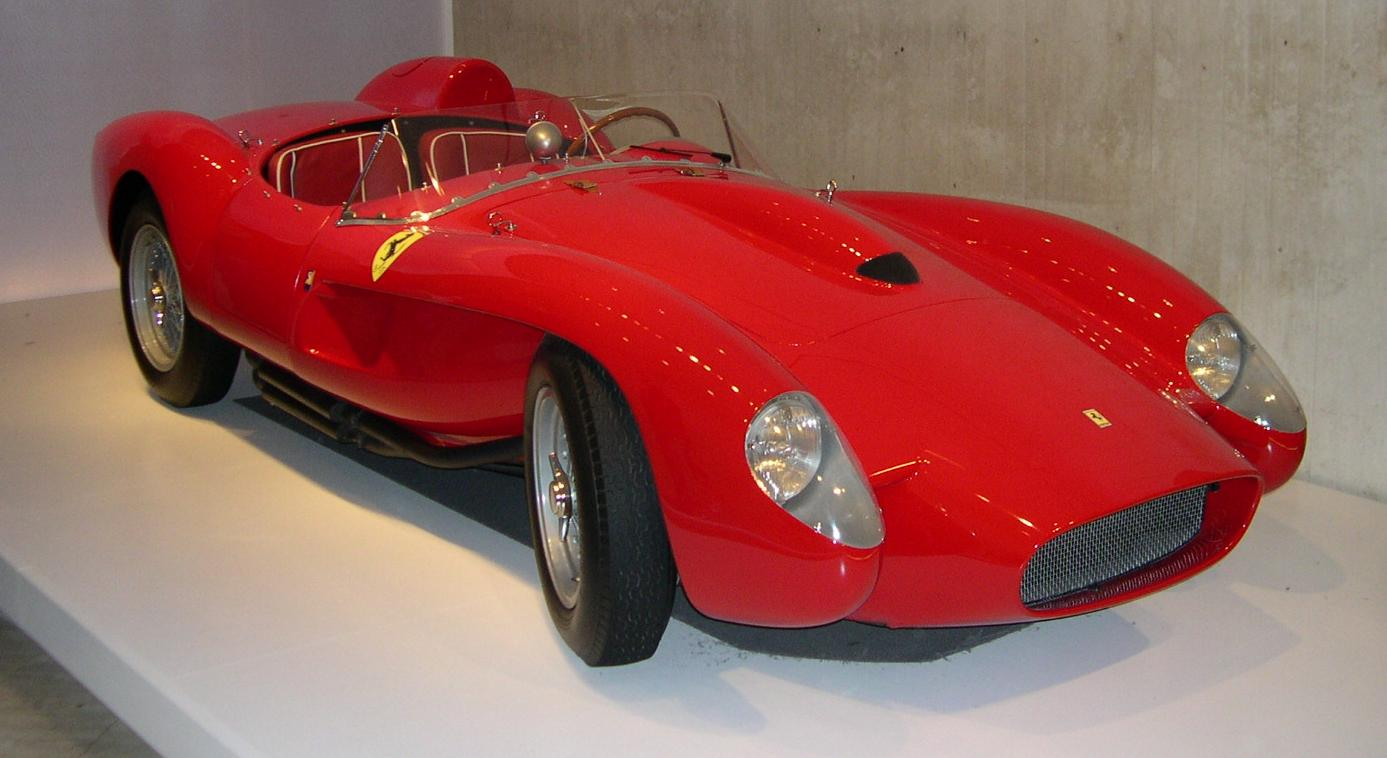
Testa Rossa Modell 1958 (Boston Museum of Fine Arts)

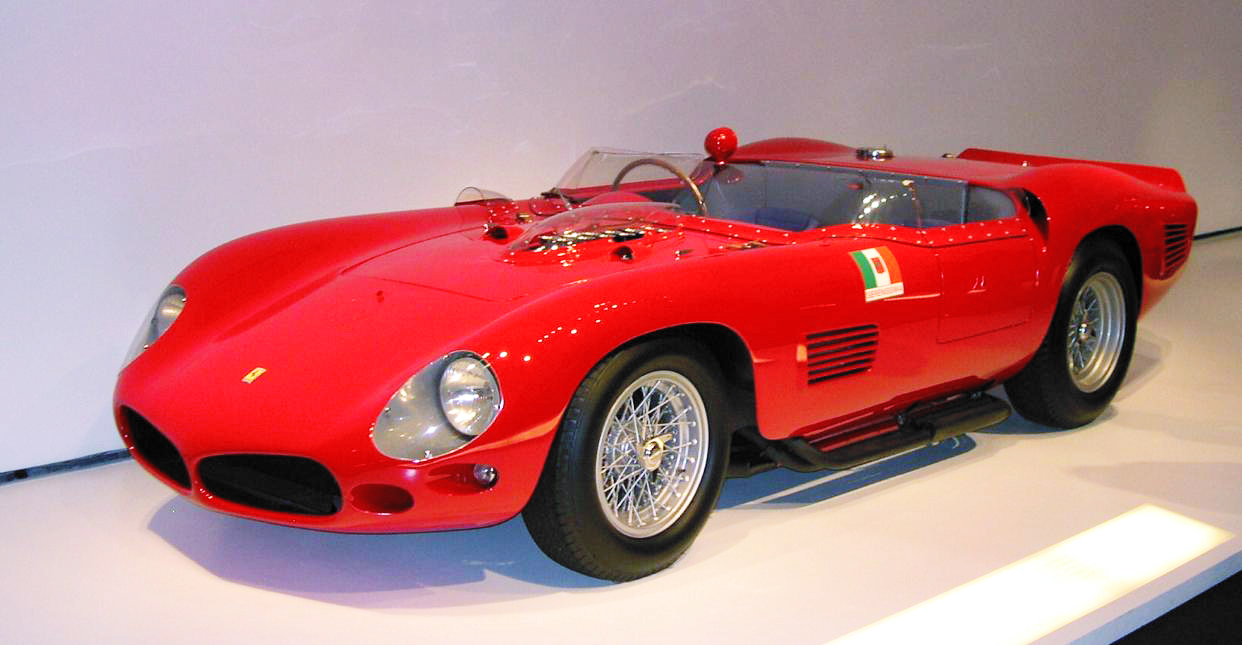
Ferrari 250 TR 61 Spyder Fantuzzi, Boston Museum of Fine Arts

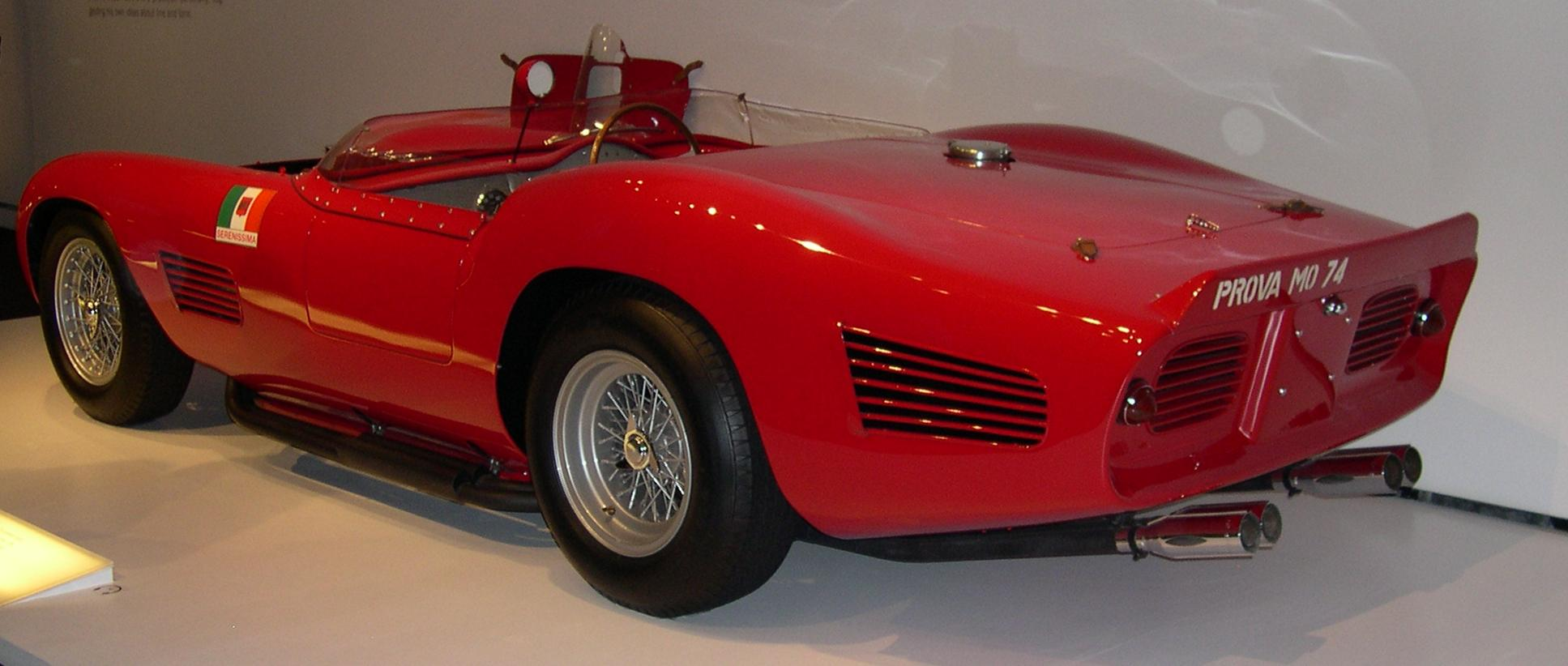
Heckansicht des Ferrari 250 TR 61 Spyder Fantuzzi, Boston Museum of Fine Arts

Der Ferrari 250 Testa Rossa oder kurz TR ist ein von 1957 bis 1961 in verschiedenen Versionen von dem italienischen Automobilhersteller Ferrari gebauter Rennsportwagen. Der Name Testa Rossa („Rotkopf“) geht auf die roten Ventildeckel der Motoren zurück. Ein Ferrari 250 Testa Rossa aus dem Baujahr 1957 wurde am 17. Mai 2009 für umgerechnet 9,02 Millionen Euro in Maranello versteigert.

## 250 Testa Rossa (1956/57)
Da die Sportwagenweltmeisterschaft ab 1957 nach neuen Regeln ausgetragen wurde (Hubraumobergrenze 3 Liter), stellte Ferrari im November 1956 den auf diese Rennklasse zugeschnittenen 250 Testa Rossa, eine Weiterentwicklung des vierzylindrigen Ferrari 500TR, mit Dreiliter-V12 vor.
Die Form der leichten Aluminiumkarosserie gestaltete Pinin Farina, gebaut wurde sie beim Karossier Scaglietti. Typisch für die frühen Testa Rossa war die „Pontonform“ der vorderen Kotflügel, die hinter den Vorderrädern vom Karosseriekörper abgesetzt waren.
Der Dreiliter-V12 mit einer obenliegenden Nockenwelle je Zylinderbank aus dem Ferrari 250 leistete hier, 9,8 : 1 verdichtet, mit sechs Weber 38DCN-Vergasern und Einfachzündung 221 kW (300 PS) bei 7200/min. Die Kraft wurde über ein Vierganggetriebe an die Hinterräder übertragen.
Bis Juli 1958 wurden vom 250 Testa Rossa insgesamt 19 Kundenversionen gebaut.

## TR 58
Die Werkswagen der Saison 1958 hatten eine De-Dion-Achse hinten und teils die Ponton-, teils eine Karosserie mit integrierten vorderen Kotflügeln. Vier Exemplare wurden gebaut.

## TR 59
An den Modellen 1959 war der Motor leicht nach links versetzt, um für ein neues Fünfganggetriebe Raum zu schaffen. Die Karosserien entstanden bei der Carrozzeria Fantuzzi nach einem Pinin-Farina-Entwurf. Fünf weitere Wagen wurden hergestellt.

## TR 59/60
Drei Wagen der Saison 1959 erhielten später einen verkürzten Rahmen (Radstand 2280 statt bislang 2350 mm), neue Fantuzzi-Karosserien mit höherer Windschutzscheibe und ein Vier- oder Fünfganggetriebe an der De-Dion-Hinterachse statt mit dem Motor verblockt.

## TRI 60
Beim TRI 60 wurde der Radstand weiter auf 2250 mm verkürzt und die hintere Starrachse durch eine Einzelradaufhängung mit Doppelquerlenkern mit Schraubenfedern ersetzt; das Fünfganggetriebe saß hinter dem Motor. Es wurden zwei Stück dieser Version gebaut.

## TR 61
Der TR 61 erhielt einen neuen Gitterrohrrahmen, einen Radstand von 2324 mm, unabhängig aufgehängte Hinterräder und ein vorn liegendes Fünfganggetriebe sowie die von Renningenieur Carlo Chiti bevorzugte Nase mit geteiltem Kühlergrill. Drei Fahrzeuge wurden gebaut.

## Rennsportgeschichte
1958 siegte der 250 TR beim 24-Stunden-Rennen von Le Mans mit einer Durchschnittsgeschwindigkeit von knapp 170 km/h. Der V12-Motor mit nur 3 Litern Hubraum leistete 300 PS (221 kW), später bis zu 390 PS (287 kW) aus 3,9 Litern Hubraum.

## Galerie

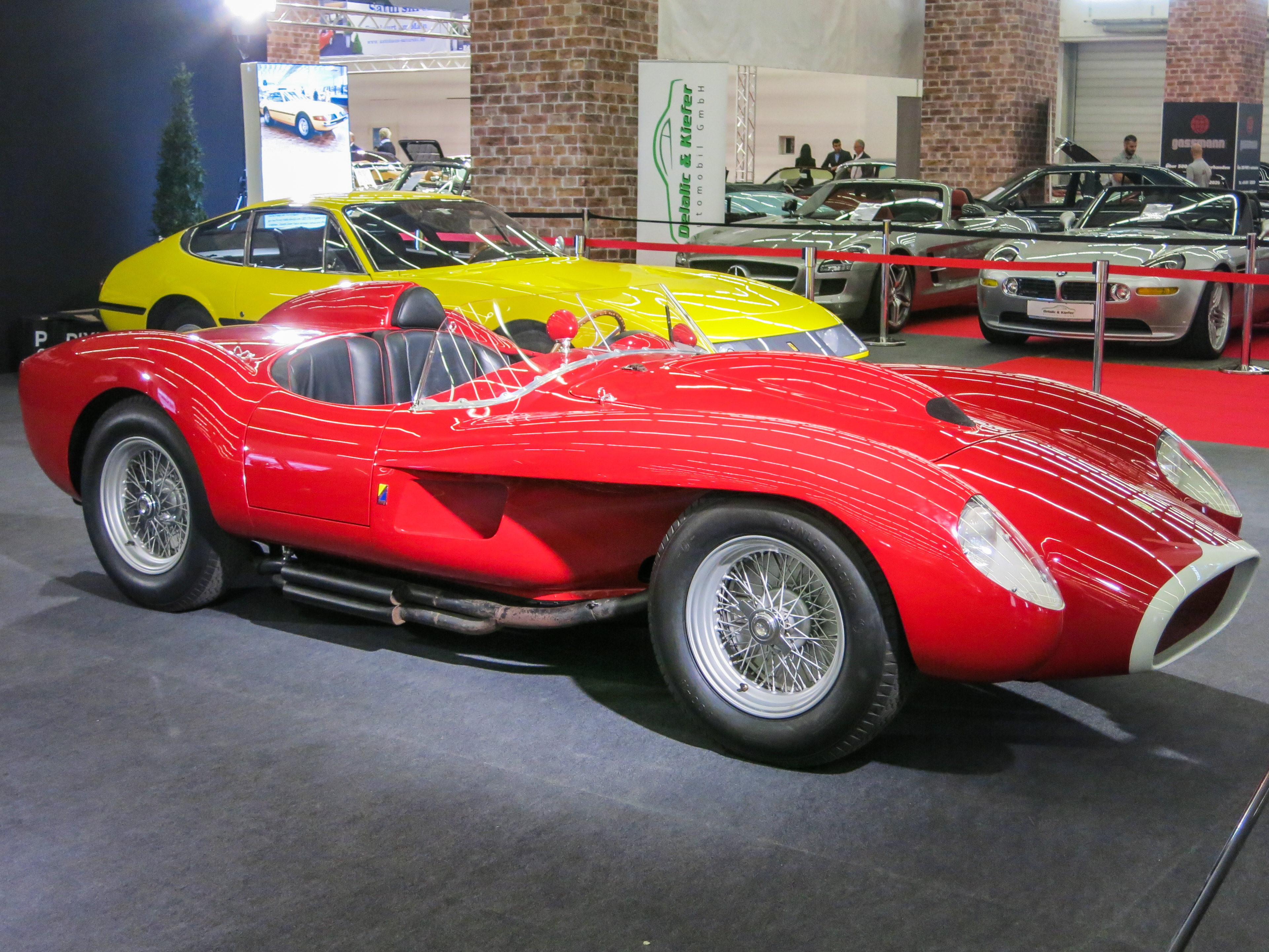
Ein originaler Testa Rossa auf der IAA 2019
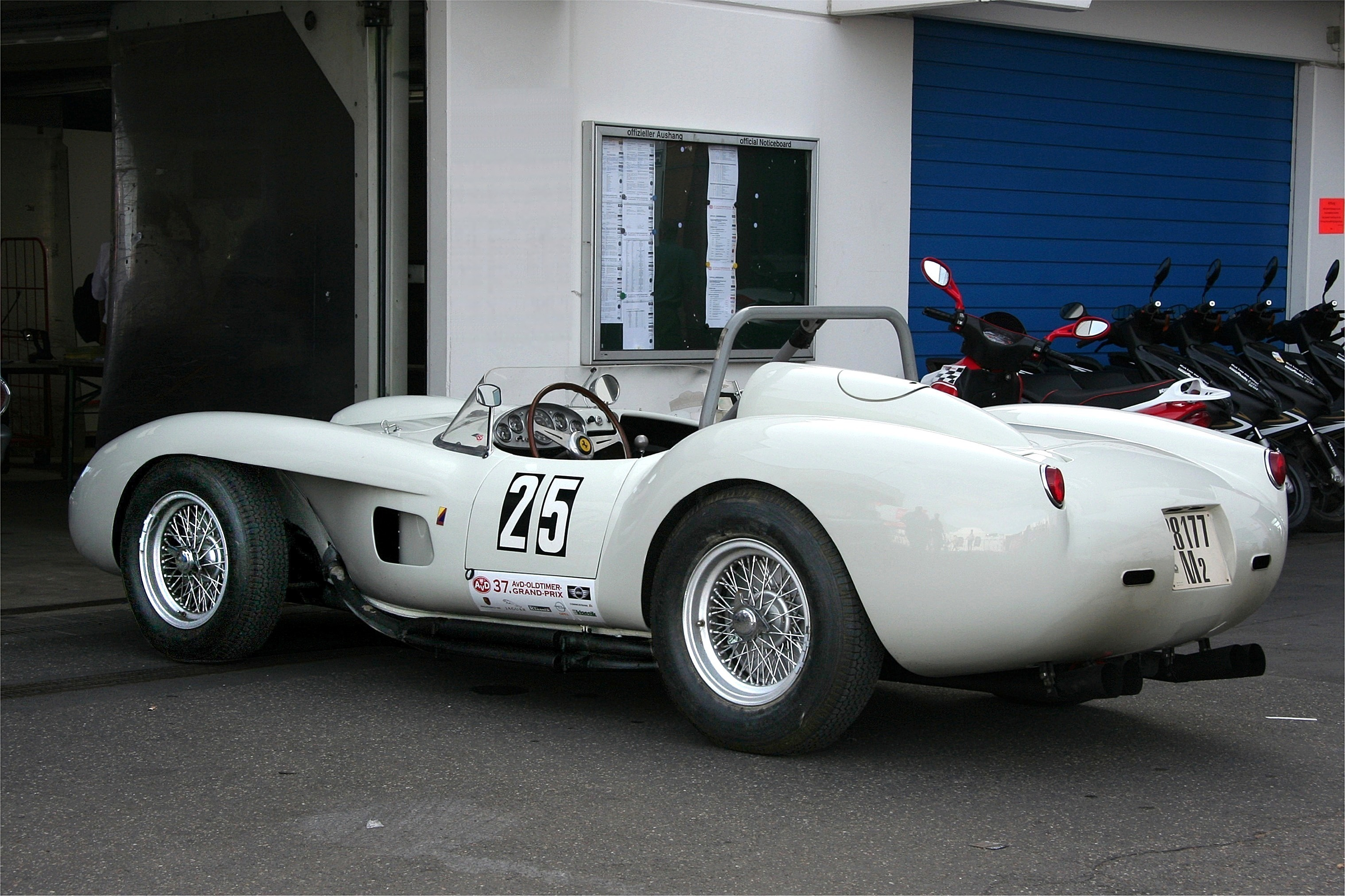
… beim AvD-Oldtimer-Grand-Prix 2009
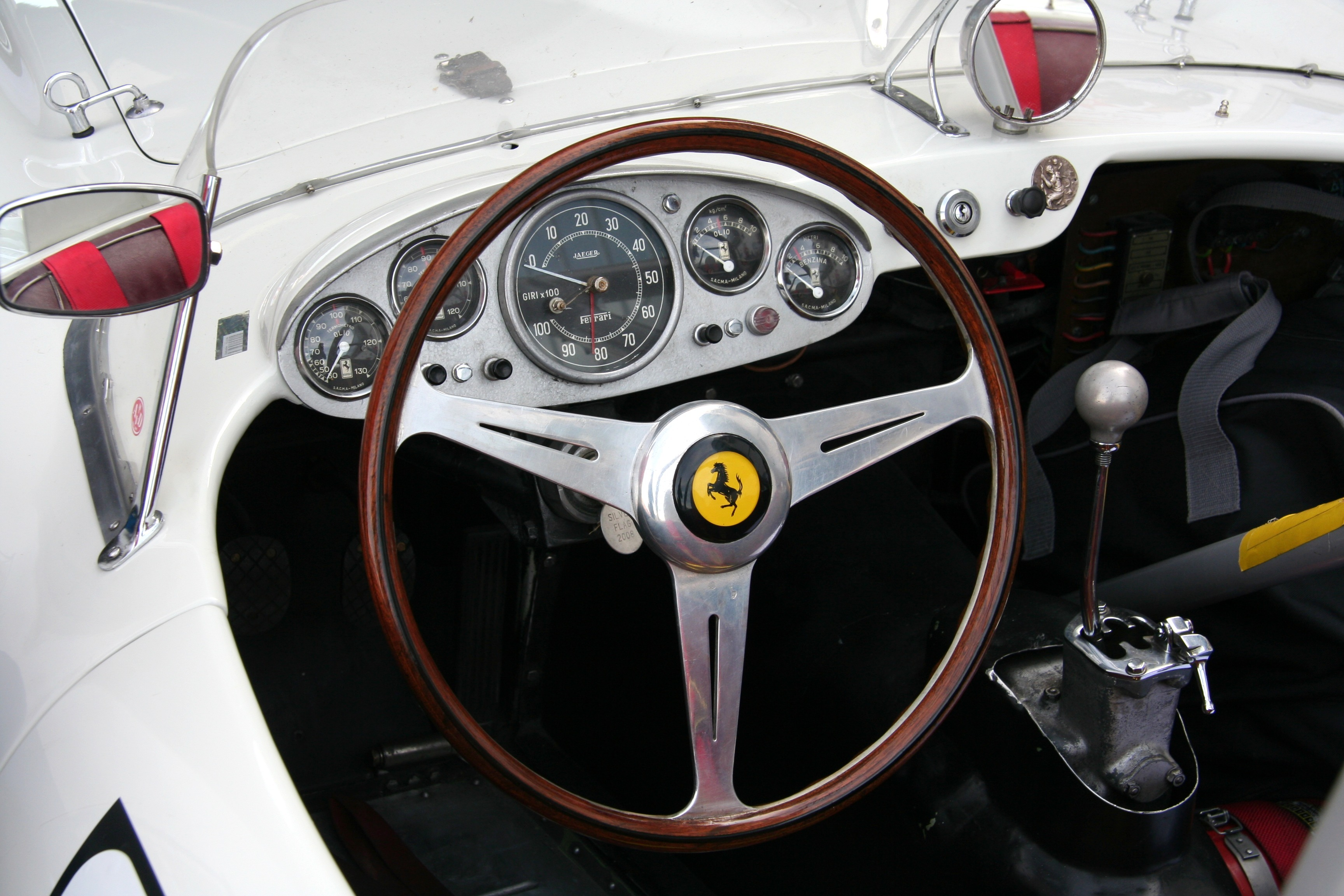
Cockpit